# Fabbrica Automobili Oreste Garanzini
Fabbrica Automobili Oreste Garanzini war ein italienischer Hersteller von Automobilen.

## Unternehmensgeschichte
Oreste Garanzini gründete 1924 in Mailand das zum Motorradhersteller O. Garanzini gehörende Unternehmen zur Produktion von Automobilen. 1926 endete die Produktion nach nur wenigen hergestellten Exemplaren.

## Fahrzeuge
Das einzige Modell war ein Kleinwagen. Das Fahrzeug mit einem patentierten Rohrrahmen hatte Einzelradaufhängung und schwenkbare Scheinwerfer. Für den Antrieb sorgte ein Vierzylindermotor mit OHV-Ventilsteuerung, der aus 1200 cm³ Hubraum 10 PS Leistung entwickelte. Das Getriebe verfügte über vier Vorwärts- und einen Rückwärtsgang.